# Hermann Kampmann
Hermann Kampmann (* 5. Juni 1938 in Neheim-Hüsten) ist ein deutscher Politiker und ehemaliger Landtagsabgeordneter (CDU).

## Leben und Beruf
Nach dem Besuch der Volksschule absolvierte er eine Feinblecherlehre. Er bildete sich nebenberuflich weiter und war seit 1964 bei der Katholischen Arbeitnehmer-Bewegung und als Diözesansekretär im Erzbistum Paderborn tätig.
Seit 1962 ist Kampmann Mitglied der CDU. Er war in zahlreichen Parteigremien aktiv, so u. a. von 1973 bis 1993 als Kreisvorsitzender der CDA. 

## Abgeordneter
Vom 30. Mai 1985 bis zum 31. Mai 1995 war Kampmann Mitglied des Landtags des Landes Nordrhein-Westfalen. Er wurde jeweils über die Landesliste seiner Partei gewählt. 
Dem Stadtrat der Stadt Hamm gehörte er seit 1969 an. 